# Oxenford (Queensland)
Oxenford ist ein Vorort der Stadt Gold Coast in Queensland, Australien. Er ist etwa 12 Kilometer von Southport entfernt. Während der Volkszählung im Jahr 2021 hatte Oxenford 12.273 Einwohner. Die im Osten liegenden Grenzen des Vorortes bilden der Coomera River und Pacific Motorway. Im Westen begrenzt der Coomera River den Vorort, der auf dem Coomera River Causeway überquert werden kann.

## Name
Der Vorort wurde nach William Oxenford benannt, der sich 1869 am Coomera River niederließ und dort eine Farm aufbaute. Er war 1879 Mitglied im ersten Gemeinderat von Coomera.

## Geschichte
Die South Coast Railway fuhr ab 1889 mit einem Halt in Oxenford zwischen Beenleigh und Southport. Es gab auch eine Fähre über den Coomera River. Das Oxenford Hotel lag am südlich gelegenen Ufer.
Eine intensive Bebauung begann in den 1980er Jahren. 1987 wurde eine Grundschule errichtet. Der Freizeitwasserpark Wet’n’Wild Water World wurde 1984 errichtet und der Freizeitpark Warner Bros. Movie World, der einzige auf Filmen basierende Freizeitpark Australiens, folgte 1991. 1995 wurde die Grundschule Gaven gebaut, die nach einem landwirtschaftlichen Pionier und dem benachbarten Ortsteil Gaven benannt wurde.
Am Pacific Motorway, etwa einen Kilometer südlich des Oxenford Hotels, heute Oxenford Tavern genannt, befinden sich zwei Einkaufszentren.